# Psydrax dunlapii
Psydrax dunlapii är en måreväxtart som först beskrevs av John Hutchinson och John McEwan Dalziel, och fick sitt nu gällande namn av Diane Mary Bridson. Psydrax dunlapii ingår i släktet Psydrax och familjen måreväxter. Inga underarter finns listade i Catalogue of Life.